# Rajite
La rajite è un minerale.